# Podisus serieventris
Podisus serieventris är en insektsart som beskrevs av Philip Reese Uhler 1871. Podisus serieventris ingår i släktet Podisus och familjen bärfisar. Inga underarter finns listade i Catalogue of Life.